# Discographie de Rammstein
Cet article regroupe la discographie du groupe de metal allemand Rammstein.

## Albums

### Albums studio
| Année                                                                        | Titre                                                                                    | Position dans les charts | Position dans les charts | Position dans les charts | Position dans les charts | Position dans les charts | Position dans les charts | Position dans les charts | Position dans les charts | Position dans les charts | Position dans les charts | Position dans les charts | Position dans les charts | Position dans les charts | Position dans les charts | Position dans les charts | Position dans les charts | Position dans les charts | Position dans les charts | Position dans les charts | Position dans les charts | Position dans les charts | Position dans les charts | Position dans les charts | Position dans les charts | Position dans les charts | Position dans les charts | Position dans les charts |
| Année                                                                        | Titre                                                                                    | All                      | A                        | CH                       | NL                       | F                        | S                        | NZ                       | É.-U.                    | N                        | FIN                      | PL                       | B                        | E                        | CND                      | DK                       | H                        | I                        | EST                      | IS                       | MX                       | CZ                       | P                        | SLO                      | AUS                      | R.-U.                    | IRL                      | GR                       |
| ---------------------------------------------------------------------------- | ---------------------------------------------------------------------------------------- | ------------------------ | ------------------------ | ------------------------ | ------------------------ | ------------------------ | ------------------------ | ------------------------ | ------------------------ | ------------------------ | ------------------------ | ------------------------ | ------------------------ | ------------------------ | ------------------------ | ------------------------ | ------------------------ | ------------------------ | ------------------------ | ------------------------ | ------------------------ | ------------------------ | ------------------------ | ------------------------ | ------------------------ | ------------------------ | ------------------------ | ------------------------ |
| 1995                                                                         | Herzeleid - Sortie : 24 septembre 1995 - Label : Motor Music - Format : CD, K7           | 6                        | 11                       | 20                       | 72                       | 85                       | -                        | -                        | -                        | -                        | -                        | -                        | -                        | -                        | -                        | -                        | -                        | -                        | -                        | -                        | -                        | -                        | -                        | -                        | -                        | -                        | ?                        | -                        |
| 1997                                                                         | Sehnsucht - Sortie : 22 août 1997 - Label : Motor Music - Format : CD, K7                | 1                        | 1                        | 3                        | 40                       | 76                       | 17                       | 23                       | 45                       | 47                       | -                        | -                        | -                        | -                        | -                        | -                        | -                        | -                        | -                        | -                        | -                        | -                        | -                        | -                        | -                        | -                        | ?                        | -                        |
| 2001                                                                         | Mutter - Sortie : 2 avril 2001 - Label : Motor Music - Format : CD, K7, LP               | 1                        | 1                        | 1                        | 4                        | 23                       | 2                        | 12                       | 77                       | 12                       | 7                        | 4                        | 7                        | 9                        | 14                       | 22                       | 33                       | 68                       | -                        | -                        | -                        | -                        | -                        | -                        | -                        | 91                       | ?                        | -                        |
| 2004                                                                         | Reise, Reise - Sortie : 27 septembre 2004 - Label : Universal Music - Format : CD        | 1                        | 1                        | 1                        | 2                        | 3                        | 2                        | 17                       | 61                       | 4                        | 1                        | 4                        | 6                        | 4                        | -                        | 3                        | 21                       | 35                       | 1                        | 1                        | 1                        | 3                        | 4                        | 4                        | 19                       | 37                       | 54                       | -                        |
| 2005                                                                         | Rosenrot - Sortie : 28 octobre 2005 - Label : Universal Music - Format : CD              | 1                        | 1                        | 2                        | 4                        | 5                        | 2                        | 38                       | 47                       | 4                        | 1                        | 7                        | 3                        | 9                        | -                        | 2                        | 18                       | 11                       | 1                        | 1                        | 2                        | 3                        | 7                        | -                        | 44                       | 29                       | ?                        | <10                      |
| 2009                                                                         | Liebe ist für alle da - Sortie : 16 octobre 2009 - Label : Universal Music - Format : CD | 1                        | 1                        | 1                        | 1                        | 2                        | 3                        | 15                       | 13                       | 4                        | 1                        | 2                        | 3                        | 5                        | -                        | 1                        | -                        | 14                       | -                        | -                        | 4                        | -                        | 4                        | -                        | 9                        | 16                       | 25                       | -                        |
| 2019                                                                         | Rammstein - Sortie : 17 mai 2019 - Label : Universal Music - Format : CD                 | 1                        | 1                        | 1                        | 1                        | 1                        | 2                        | 27                       | 3                        | 1                        | 1                        | 1                        | 1                        | 2                        | 1                        | 1                        | 2                        | 5                        | -                        | -                        | -                        | -                        | 1                        | -                        | -                        | 3                        | -                        | -                        |
| 2022                                                                         | Zeit - Sortie : 29 avril 2022 - Label : Universal Music - Format : CD                    | 1                        | 1                        | 1                        | 1                        | 1                        | 1                        | 11                       | 15                       | 1                        | 1                        | 3                        | 1                        | 4                        | 1                        | 1                        | -                        | 12                       | -                        | -                        | -                        | -                        | 3                        | -                        | 3                        | 3                        | 20                       | -                        |
| « — » signifie que l'album n'est pas sorti ou n'est pas classé dans ce pays. |                                                                                          |                          |                          |                          |                          |                          |                          |                          |                          |                          |                          |                          |                          |                          |                          |                          |                          |                          |                          |                          |                          |                          |                          |                          |                          |                          |                          |                          |

### Albums live
| Année                                                                      | Titre                                                                              | Position dans les charts | Position dans les charts | Position dans les charts | Position dans les charts | Position dans les charts | Position dans les charts | Position dans les charts | Position dans les charts | Position dans les charts | Position dans les charts | Position dans les charts | Position dans les charts | Position dans les charts | Position dans les charts | Position dans les charts | Position dans les charts | Position dans les charts | Position dans les charts | Position dans les charts | Position dans les charts | Position dans les charts | Position dans les charts | Position dans les charts | Position dans les charts | Position dans les charts | Position dans les charts | Position dans les charts |
| Année                                                                      | Titre                                                                              | All                      | A                        | CH                       | NL                       | F                        | S                        | NZ                       | É.-U.                    | N                        | FIN                      | PL                       | B                        | E                        | CND                      | DK                       | H                        | I                        | EST                      | IS                       | MX                       | CZ                       | P                        | SLO                      | AUS                      | R.-U.                    | IRL                      | GR                       |
| -------------------------------------------------------------------------- | ---------------------------------------------------------------------------------- | ------------------------ | ------------------------ | ------------------------ | ------------------------ | ------------------------ | ------------------------ | ------------------------ | ------------------------ | ------------------------ | ------------------------ | ------------------------ | ------------------------ | ------------------------ | ------------------------ | ------------------------ | ------------------------ | ------------------------ | ------------------------ | ------------------------ | ------------------------ | ------------------------ | ------------------------ | ------------------------ | ------------------------ | ------------------------ | ------------------------ | ------------------------ |
| 1999                                                                       | Live aus Berlin - Sortie: 31 août 1999 - Label: Motor Music - Format: CD, K7       | 1                        | 2                        | 8                        | -                        | 97                       | 42                       | 46                       | 179                      | 29                       | 35                       | -                        | -                        | -                        | -                        | -                        | -                        | -                        | -                        | -                        | -                        | -                        | -                        | -                        | -                        | -                        | -                        | -                        |
| 2006                                                                       | Völkerball - Sortie: 17 novembre 2006 - Label: Universal Music - Format: CD vinyle | 1                        | 3                        | 7                        | 7                        | 54                       | 11                       | -                        | 147                      | 24                       | 1                        | -                        | 48                       | 22                       | -                        | 9                        | -                        | 61                       | 1                        | -                        | -                        | 11                       | 6                        | -                        | -                        | -                        | -                        | -                        |
| 2017                                                                       | Rammstein: Paris - Sortie: 19 mai 2017 - Label: Universal Music - Format: CD       | -                        | -                        | -                        | -                        | -                        | -                        | -                        | -                        | -                        | -                        | -                        | -                        | -                        | -                        | -                        | -                        | -                        | -                        | -                        | -                        | -                        | -                        | -                        | -                        | -                        | ?                        | -                        |
| "—" désigne que l'album n'est pas Sortie ou n'est pas classé dans ce pays. |                                                                                    |                          |                          |                          |                          |                          |                          |                          |                          |                          |                          |                          |                          |                          |                          |                          |                          |                          |                          |                          |                          |                          |                          |                          |                          |                          |                          |                          |

### Compilations
| Année                                                                      | Titre                                                                                         | Position dans les charts | Position dans les charts | Position dans les charts | Position dans les charts | Position dans les charts | Position dans les charts | Position dans les charts | Position dans les charts | Position dans les charts | Position dans les charts | Position dans les charts | Position dans les charts | Position dans les charts | Position dans les charts | Position dans les charts | Position dans les charts | Position dans les charts | Position dans les charts | Position dans les charts | Position dans les charts | Position dans les charts | Position dans les charts | Position dans les charts | Position dans les charts | Position dans les charts | Position dans les charts | Position dans les charts |
| Année                                                                      | Titre                                                                                         | All                      | A                        | CH                       | NL                       | F                        | S                        | NZ                       | É.-U.                    | N                        | FIN                      | PL                       | B                        | E                        | CND                      | DK                       | H                        | I                        | EST                      | IS                       | MX                       | CZ                       | P                        | SLO                      | AUS                      | R.-U.                    | IRL                      | GR                       |
| -------------------------------------------------------------------------- | --------------------------------------------------------------------------------------------- | ------------------------ | ------------------------ | ------------------------ | ------------------------ | ------------------------ | ------------------------ | ------------------------ | ------------------------ | ------------------------ | ------------------------ | ------------------------ | ------------------------ | ------------------------ | ------------------------ | ------------------------ | ------------------------ | ------------------------ | ------------------------ | ------------------------ | ------------------------ | ------------------------ | ------------------------ | ------------------------ | ------------------------ | ------------------------ | ------------------------ | ------------------------ |
| 2011                                                                       | Made in Germany 1995-2011 - Sortie: 2 décembre 2011 - Label: Universal Music - Format: CD, LP | 1                        | 2                        | 5                        | 18                       | 42                       | 1                        | ?                        | -                        | 4                        | 12                       | ?                        | 17                       | ?                        | ?                        | ?                        | ?                        | ?                        | ?                        | ?                        | ?                        | ?                        | ?                        | ?                        | 88                       | 94                       | ?                        | ?                        |
| "—" désigne que l'album n'est pas Sortie ou n'est pas classé dans ce pays. |                                                                                               |                          |                          |                          |                          |                          |                          |                          |                          |                          |                          |                          |                          |                          |                          |                          |                          |                          |                          |                          |                          |                          |                          |                          |                          |                          |                          |                          |

### Album démo
Liste des pistes
1. Der Riecher (démo de Du riechst so gut) 5:19
2. Hallo Hallo (démo de Das alte Leid) 4:49
3. Fleisch (démo de Weißes Fleisch) 3:22
4. Rammstein (démo) 3:21
5. Schwarzes Glas (démo) 4:06
6. Komm in mein Boot (démo de Seemann) 5:46
7. Eisenmann 3:22

Note : Toutes les démos, sauf Einsenmann (dont la date est inconnue, elle est apparue en 2010), datent de 1994.

## Singles
| Année                                                                       | Titre                 | Position dans les charts | Position dans les charts | Position dans les charts | Position dans les charts | Position dans les charts | Position dans les charts | Position dans les charts | Position dans les charts | Position dans les charts | Album                     |
| Année                                                                       | Titre                 | ALL                      | AUT                      | FIN                      | FRA                      | NOR                      | SWE                      | DEN                      | US Main.                 | UK                       | Album                     |
| --------------------------------------------------------------------------- | --------------------- | ------------------------ | ------------------------ | ------------------------ | ------------------------ | ------------------------ | ------------------------ | ------------------------ | ------------------------ | ------------------------ | ------------------------- |
| 1995                                                                        | Du riechst so gut     | —                        | —                        | —                        | —                        | —                        | —                        | —                        | —                        | —                        | Herzeleid                 |
| 1996                                                                        | Seemann               | —                        | —                        | —                        | —                        | —                        | —                        | —                        | —                        | —                        | Herzeleid                 |
| 1997                                                                        | Engel                 | 3                        | 4                        | —                        | —                        | —                        | 48                       | —                        | —                        | —                        | Sehnsucht                 |
| 1997                                                                        | Engel (Fan Edition)   | 3                        | —                        | —                        | —                        | —                        | —                        | —                        | —                        | —                        | Sehnsucht                 |
| 1997                                                                        | Du hast               | 5                        | 10                       | —                        | —                        | —                        | —                        | —                        | 20                       | 186                      | Sehnsucht                 |
| 1997                                                                        | Das Modell            | 5                        | 18                       | —                        | —                        | —                        | 41                       | —                        | —                        | —                        | Single hors-album         |
| 1998                                                                        | Du riechst so gut '98 | 16                       | —                        | —                        | —                        | —                        | —                        | —                        | —                        | —                        | Herzeleid                 |
| 1998                                                                        | Stripped              | 14                       | 27                       | —                        | —                        | —                        | —                        | —                        | —                        | —                        | Single hors-album         |
| 2001                                                                        | Asche zu Asche        | —                        | —                        | —                        | —                        | —                        | —                        | —                        | —                        | —                        | Live aus Berlin           |
| 2001                                                                        | Sonne                 | 2                        | 5                        | 9                        | —                        | —                        | 42                       | —                        | —                        | —                        | Mutter                    |
| 2001                                                                        | Links 2 3 4           | 26                       | 33                       | 15                       | —                        | —                        | —                        | —                        | —                        | —                        | Mutter                    |
| 2001                                                                        | Ich will              | 29                       | 59                       | 19                       | —                        | —                        | —                        | —                        | —                        | 30                       | Mutter                    |
| 2002                                                                        | Mutter                | 47                       | —                        | 7                        | —                        | —                        | —                        | —                        | —                        | 86                       | Mutter                    |
| 2002                                                                        | Feuer frei!           | 33                       | 28                       | —                        | —                        | —                        | —                        | —                        | —                        | 35                       | Mutter                    |
| 2004                                                                        | Mein Teil             | 2                        | 6                        | 2                        | 60                       | 11                       | 8                        | 6                        | —                        | 61                       | Reise, Reise              |
| 2004                                                                        | Amerika               | 2                        | 3                        | 10                       | 89                       | 13                       | 21                       | 2                        | 40                       | 38                       | Reise, Reise              |
| 2004                                                                        | Ohne dich             | 12                       | 38                       | 13                       | —                        | —                        | —                        | 17                       | —                        | —                        | Reise, Reise              |
| 2005                                                                        | Keine Lust            | 16                       | 25                       | 14                       | —                        | 57                       | —                        | 4                        | —                        | 35                       | Reise, Reise              |
| 2005                                                                        | Benzin                | 6                        | 11                       | 1                        | 81                       | 15                       | 16                       | 3                        | —                        | 58                       | Rosenrot                  |
| 2005                                                                        | Rosenrot              | 28                       | 46                       | —                        | —                        | —                        | 53                       | 8                        | —                        | —                        | Rosenrot                  |
| 2006                                                                        | Mann gegen Mann       | 20                       | 42                       | 18                       | —                        | —                        | 45                       | 5                        | —                        | 59                       | Rosenrot                  |
| 2009                                                                        | Pussy                 | 1                        | 4                        | 1                        | —                        | 16                       | 22                       | 37                       | —                        | 95                       | Liebe ist für alle da     |
| 2009                                                                        | Ich tu dir weh        | —                        | 74                       | —                        | —                        | —                        | —                        | —                        | —                        | —                        | Liebe ist für alle da     |
| 2009                                                                        | Haifisch              | 33                       | —                        | —                        | —                        | —                        | —                        | —                        | —                        | —                        | Liebe ist für alle da     |
| 2011                                                                        | Mein Land             | 5                        | 9                        | 14                       | —                        | —                        | —                        | —                        | —                        | —                        | Made in Germany 1995-2011 |
| 2012                                                                        | Mein Herz brennt      | 7                        | 31                       | —                        | —                        | —                        | —                        | —                        | —                        | —                        | Mutter                    |
| 2019                                                                        | Deutschland           | 1                        | 4                        | 1                        | 2                        | —                        | —                        | —                        | —                        | —                        | Rammstein                 |
| 2019                                                                        | Radio                 | 4                        | —                        | —                        | 26                       | —                        | —                        | —                        | —                        | —                        | Rammstein                 |
| 2019                                                                        | Ausländer             | 16                       | 29                       |                          | 35                       |                          |                          |                          |                          |                          | Rammstein                 |
| 2022                                                                        | Zeit                  | -                        | -                        | -                        | —                        | —                        | —                        | —                        | —                        | —                        | Zeit                      |
| 2022                                                                        | Zick Zack             | -                        | -                        | -                        | —                        | —                        | —                        | —                        | —                        | —                        | Zeit                      |
| 2022                                                                        | Dicke Titten          | -                        | -                        | -                        | -                        | -                        | -                        | -                        | -                        | -                        | Zeit                      |
| 2022                                                                        | Angst                 | -                        | -                        | -                        | -                        | -                        | -                        | -                        | -                        | -                        | Zeit                      |
| 2022                                                                        | Adieu                 | -                        | -                        | -                        | -                        | -                        | -                        | -                        | -                        | -                        | Zeit                      |
| "—" désigne que le single n'est pas sorti ou n'est pas classé dans ce pays. |                       |                          |                          |                          |                          |                          |                          |                          |                          |                          |                           |

## DVDs/BD
| Année | Titre                                                                                          | Commentaire                                                     |
| ----- | ---------------------------------------------------------------------------------------------- | --------------------------------------------------------------- |
| 1999  | Live aus Berlin - Sortie : 31 août 1999 - Label : Motor Music - Format : DVD, VHS              | Live au Wuhlheide, Berlin, le 23 août 1998.                     |
| 2003  | Lichtspielhaus - Sortie : 1er décembre 2003 - Label : Motor Music - Format : DVD               | Compilation de clips des albums Herzeleid, Sehnsucht et Mutter. |
| 2006  | Völkerball - Sortie : 17 novembre 2006 - Label : Universal Music - Format : DVD                | Live aux Arènes de Nîmes, le 23 juillet 2005.                   |
| 2012  | Videos 1995-2012 - Sortie : 14 décembre 2012 - Label : Universal Music - Format : DVD, Blu-ray | Compilation de tous les clips de Rammstein.                     |
| 2015  | In Amerika - Sortie : 25 septembre 2015 - Label : Universal Music - Format : DVD, Blu-ray      | Live du Madison Square Garden en 2010.                          |
| 2017  | Paris - Sortie : 2017 - Label : - Format : DVD, Blu-ray                                        | Live du Palais omnisports de Paris-Bercy en 2012.               |

## Divers
- Original Single Kollektion (1998), coffret de six singles vendu en édition limitée

## Clips vidéo
| Année | Titre                            | Réalisateur      | Album                     |
| ----- | -------------------------------- | ---------------- | ------------------------- |
| 1995  | Du riechst so gut                | -                | Herzeleid                 |
| 1996  | Seemann                          | Lazlo Kadar      | Herzeleid                 |
| 1997  | Rammstein                        | David Lynch      | Herzeleid                 |
| 1997  | Engel                            | Hannes Rossacher | Sehnsucht                 |
| 1997  | Du hast                          | Philipp Stölzl   | Sehnsucht                 |
| 1998  | Du riechst so gut '98            | Philipp Stölzl   | Herzeleid                 |
| 1998  | Stripped                         | Philipp Stölzl   | -                         |
| 2001  | Sonne                            | Jörn Heitmann    | Mutter                    |
| 2001  | Links 2 3 4                      | Zoran Bihac      | Mutter                    |
| 2001  | Ich will                         | Jörn Heitmann    | Mutter                    |
| 2002  | Mutter                           | Jörn Heitmann    | Mutter                    |
| 2002  | Feuer frei!                      | Rob Cohen        | Mutter                    |
| 2004  | Mein Teil                        | Zoran Bihac      | Reise, Reise              |
| 2004  | Amerika                          | Jörn Heitmann    | Reise, Reise              |
| 2004  | Ohne dich                        | Jörn Heitmann    | Reise, Reise              |
| 2005  | Keine Lust                       | Jörn Heitmann    | Reise, Reise              |
| 2005  | Benzin                           | Uwe Flade        | Rosenrot                  |
| 2005  | Rosenrot                         | Zoran Bihac      | Rosenrot                  |
| 2006  | Mann gegen Mann                  | Jonas Åkerlund   | Rosenrot                  |
| 2009  | Pussy                            | Jonas Åkerlund   | Liebe ist für alle da     |
| 2009  | Ich tu dir weh                   | Jonas Åkerlund   | Liebe ist für alle da     |
| 2010  | Haifisch                         | Jörn Heitmann    | Liebe ist für alle da     |
| 2011  | Mein Land                        | Jonas Åkerlund   | Made in Germany 1995-2011 |
| 2012  | Mein Herz brennt                 | Zoran Bihac      | Mutter                    |
| 2012  | Mein Herz brennt (Piano Version) | Zoran Bihac      | Single Mein Herz brennt   |
| 2019  | Deutschland                      | Specter Berlin   | Rammstein                 |
| 2019  | Radio                            | Jörn Heitmann    | Rammstein                 |
| 2019  | Ausländer                        | Jörn Heitmann    | Rammstein                 |
| 2022  | Zeit                             | Robert Gwisdek   | Zeit                      |
| 2022  | Zick Zack                        | Jörn Heitmann    | Zeit                      |

## Apparitions dans des films et des vidéos
En quelques années seulement après le début de leur carrière, Rammstein attire rapidement l'attention de Hollywood pour leurs prestations scéniques explosives et leurs musiques énergiques. Les réalisateurs David Lynch et Rob Cohen semblent être particulièrement fans. Expliquant pourquoi il a mis les quatre premières minutes de son thriller XXX dans un concert de Rammstein à Prague, Cohen a déclaré:

« I guess it was in 1997 I was going through Hamburg and I caught their [Rammstein's] show as they chased each other around with dildos spurting custard, the fire pots and all of that, this is a crazy band; they're very theatrical and exciting, but their music is very, very good and German; it's very interesting in terms of the energy it evokes. »

(Traduction : "Je pense que c'était en 1997, j'étais à Hambourg et j'ai vu leur [Rammstein] concert où ils se pourchassaient avec des sextoys qui expulsaient de la crème anglaise, avec les marmites en feu et tout le reste, c'est un groupe délirant; ils ont une esthétique très théâtrale et palpitante, mais leur musique est très bonne et très allemande ; c'est vraiment intéressant quant à l'énergie qu'elle évoque.")
Les apparitions de Rammstein dans des films à ce jour sont les suivantes :
| Date de Sortie    | Film                                  | Chanson                                         |
| ----------------- | ------------------------------------- | ----------------------------------------------- |
| 18 février 1997   | Lost Highway                          | Rammstein, Heirate Mich                         |
| 21 octobre 1997   | Mortal Kombat : Destruction finale    | Engel                                           |
| 22 septembre 1998 | Family Values Tour 1998               | Du hast, Bück dich                              |
| 12 mars 1999      | Wing Commander                        | Eifersucht                                      |
| 30 mars 1999      | Matrix                                | Du hast                                         |
| 20 août 1999      | Universal Soldier : Le Combat absolu  | Bestrafe mich                                   |
| 27 octobre 2000   | Blair Witch 2 : Le Livre des ombres   | Laichzeit                                       |
| 22 mai 2001       | CKY, Vol. 2                           | Du hast                                         |
| 21 décembre 2001  | How High                              | Du hast                                         |
| 12 mars 2002      | Resident Evil                         | Halleluja                                       |
| 6 août 2002       | xXx                                   | Feuer frei! (jouée en direct durant le film)    |
| 23 août 2002      | Lilya 4-ever                          | Mein Herz brennt (film-remix), Mein Herz brennt |
| 30 août 2002      | FeardotCom                            | Sonne                                           |
| 31 janvier 2003   | Biker Boyz                            | Ich will                                        |
| 9 août 2004       | Resident Evil: Apocalypse             | Mein Teil                                       |
| 19 mai 2006       | See No Evil                           | Mein Teil                                       |
| 1er décembre 2006 | Big Nothing                           | Engel                                           |
| 26 octobre 2007   | Saw 4                                 | Rosenrot                                        |
| 11 juillet 2008   | Hellboy 2 : Les Légions d'or maudites | Mein Herz brennt                                |

## Bootlegs et albums officieux
| Année | Nom de la version                    | Lieu d'enregistrement                                      |
| ----- | ------------------------------------ | ---------------------------------------------------------- |
| 1994  | Demos - 1994                         |                                                            |
| 1994  | Jeder Lacht                          |                                                            |
| 1996  | Das Spiel Mit Dem Feuer              |                                                            |
| 1996  | Köln Brennt                          | Bizarre Festival, Köln                                     |
| 1996  | Verbrannte Erde                      | Der Arena, Berlin                                          |
| 1997  | Am Anfang War Das Feuer              | Wâldrock, Bergum Zwickau                                   |
| 1997  | Festhalle, Frankfurt (Germany)       |                                                            |
| 1997  | Live at the Max (Amsterdam)          |                                                            |
| 1997  | Propheten Der Apokalypse             | Bizarre Festival, Köln                                     |
| 1998  | Kemper Arena, Kansas City (USA)      |                                                            |
| 1998  | Rock Am Ring '98                     |                                                            |
| 1998  | Brachiale Gewalt                     |                                                            |
| 1998  | Lyon In Flammen                      | Le Transbordeur, Lyon (France)                             |
| 2000  | Knaack                               | Knaack Club, Berlin                                        |
| 2001  | New Zealand '01                      | Powerplant, Auckland                                       |
| 2001  | Big Day Out 2001, Melbourne          |                                                            |
| 2001  | Big Day Out 2001, Sydney             |                                                            |
| 2001  | Im Reich Der Sonne                   | The Festhalle, Hamburg                                     |
| 2001  | KB Hall, Copenhagen (Denmark)        | KB Hallen, Copenhagen, Denmark                             |
| 2001  | Élysée Montmartre MMI                | L'Élysée Montmartre, Paris (France)                        |
| 2001  | Meadowbrook Farm, Gilford (USA)      |                                                            |
| 2001  | Hamburg 2001                         | Sporthalle, Hamburg (Germany)                              |
| 2001  | Live Aus Dortmund                    | Westfallenhalle, Dortmund                                  |
| 2001  | Velodrom, Berlin (Germany)           |                                                            |
| 2001  | Hallo Paris!                         | Le Zénith, Paris                                           |
| 2001  | Ice Palace, St. Petersburg (Russia)  |                                                            |
| 2001  | Heineken Music Hall, Amsterdam       |                                                            |
| 2001  | Muttertag                            |                                                            |
| 2001  | Live Aus Belfort                     | Eurockéennes, Belfort (France)                             |
| 2002  | Glasgow 2002                         | SECC, Glasgow (Scotland)                                   |
| 2002  | Der Musikalische Staub               |                                                            |
| 2002  | Die Schwarze Tanzen: The Remix Album |                                                            |
| 2003  | Vater Remix                          |                                                            |
| 2004  | Das Spiel mit dem Feuer              |                                                            |
| 2004  | Die Reise Beginnt                    | Mainmarkthalle, Manheim                                    |
| 2004  | Bis Wir Sterben                      | Forum, Copenhagen (Denmark)                                |
| 2004  | Nach Helsinki Reisen                 | Hartwall Arena, Helsinki (Finland)                         |
| 2004  | Stadtereisen : Frankfurt             | Festhalle, Frankfurt                                       |
| 2005  | Erfurt 2005                          | Messehalle, Erfurt (Germany)                               |
| 2005  | Rijsel, Rijsel                       | Zénith de Lille                                            |
| 2005  | Vor Paris Steht Micky Maus           | POPB, Paris-Bercy                                          |
| 2005  | Live Aus Paris                       | POPB, Paris-Bercy                                          |
| 2005  | Vive La France                       | Le Galaxie, Amnéville                                      |
| 2005  | Kein Stier In Nimes                  | Les Arènes de Nîmes, France                                |
| 2007  | Kein Engel                           |                                                            |
| 2007  | Totes Fleisch                        | Demos, remixes and rarities recorded between 1994 and 1998 |
| 2007  | Wasserreise                          | Remixes From Reise, Reise Album                            |